# Jakub Kraska
Jakub Kraska (Łódź, 19 de abril de 2000) es un deportista polaco que compite en natación, especialista en el estilo libre.
Ganó una  medalla de bronce en el Campeonato Europeo de Natación de 2018 y una medalla de plata en el Campeonato Europeo de Natación en Piscina Corta de 2019.
En los Juegos Olímpicos de la Juventud de 2018, obtuvo dos medallas, plata en 100 m libre y bronce en el relevo 4 × 100 m estilos.

## Palmarés internacional
| Campeonato Europeo                  | Campeonato Europeo    | Campeonato Europeo | Campeonato Europeo |
| Año                                 | Lugar                 | Medalla            | Prueba             |
| ----------------------------------- | --------------------- | ------------------ | ------------------ |
| 2018                                | Glasgow (Reino Unido) | Medalla de bronce  | 4 × 100 m libre    |
| Campeonato Europeo en Piscina Corta |                       |                    |                    |
| Año                                 | Lugar                 | Medalla            | Prueba             |
| 2019                                | Glasgow (Reino Unido) | Medalla de plata   | 4 × 50 m libre     |